# 川中香緖里
川中 香緖里（かわなか かおり、1991年8月3日 - ）は、日本の女子アーチェリー選手。鳥取県東伯郡琴浦町出身。以西小学校→赤碕中学校→米子南高等学校→近畿大学経営学部卒業、ミキハウス所属。
2012年ロンドンオリンピック日本代表、団体銅メダリスト。2016年リオデジャネイロオリンピック日本代表。

## 来歴
1991年8月3日、鳥取県東伯郡赤碕町（現・琴浦町）で生まれる。小学校ではバレーボール部、中学校ではソフトテニス部に所属。高校在学中にジュニアナショナルメンバー入り。
2011年10月、テヘランでのアジア選手権で団体優勝。
2012年6月、ロンドンオリンピック最終予選で出場権を獲得。7月29日、ロンドンオリンピック女子団体で早川漣、蟹江美貴とともに3位決定戦のロシア戦に勝利し、オリンピック団体戦日本初の銅メダルを獲得。個人では1回戦敗退。
2014年1月6日、かつて蟹江美貴選手が所属していたミキハウスに入社を発表。
同年9月、韓国・仁川で開催される2014年アジア競技大会では日本選手団旗手を務め、団体戦で銅メダルを獲得。
2016年8月、リオデジャネイロオリンピックに2大会連続出場。女子団体戦では永峰沙織、林勇気とともに2大会連続のメダル獲得を目指すも、準々決勝戦の韓国（後に金メダル獲得）戦で敗退し8位。個人では女子3選手で唯一の勝利を挙げるも2回戦敗退に終わった。

## 成績
- 2007年10月 - 鳥取県高校新人戦ダブル優勝	[4]。
- 2008年8月 - 全国高校総体（埼玉県）団体5位。
- 2009年
  - 3月 - 全国高校選抜大会（静岡県）個人14位。
  - 5月 - 世界ユース選手権大会最終選考会、女子ジュニア優勝。ジュニアナショナルメンバー入り。
  - 8月 - 全国高校総体（滋賀県）団体優勝。
  - 9月 - 新潟国体少年少女団体4位、個人優勝。
  - 11月 - つま恋カップ、女子ジュニア優勝。
- 2010年
  - 2月 - アジアグランプリ（バンコク）団体7位、個人11位、混合団体3位。
  - 9月 - ワールドカップ（上海）団体6位。
  - 9月 - 世界学生選手権（深圳）団体3位、個人ベスト16。
  - 11月 - アジア競技大会（広州）団体5位。
- 2011年
  - 7月 - 世界選手権（トリノ）ロンドン五輪団体枠逃す。
  - 8月 - ユニバーシアード（深圳）団体4位、個人6位、混合5位。
  - 9月 - ワールドカップ（上海）混合団体準優勝。
  - 10月 - プレオリンピック大会（ロンドン）団体3位。
  - 10月 - アジア選手権（テヘラン）団体で金メダル。
- 2012年
  - 2月 - アジアグランプリ（バンコク）出場。
  - 4月 - ワールドカップオグデン大会（オグデン）兼ロンドン五輪日本最終選考会2位で日本代表入り。
  - 6月 - ワールドカップオグデン大会兼ロンドン五輪最終予選。個人決勝ラウンド3回戦敗退。団体で3位に入り、オリンピック団体戦および個人戦の出場枠獲得。
  - 7月 - ロンドン五輪団体で銅メダル、個人1回戦敗退。
- 2014年
  - 8月 - アジアグランプリ台北大会の団体戦・個人戦で優勝[5][6]
  - 9月 - 2014年アジア競技大会（仁川）団体で銅メダル[7]。
- 2015年
  - 5月 - ワールドカップ上海大会の混合で準優勝。
  - 8月 - 世界選手権（コペンハーゲン）団体4位、個人ベスト16。
- 2016年
  - 8月 - リオデジャネイロ五輪団体準々決勝戦敗退8位、個人2回戦敗退。